# Spojovaná komunikace
Spojovaná komunikace (anglicky Connection-oriented, CO-mode) je metoda komunikace v telekomunikacích a počítačových sítích, při které před přenosem dat musí být navázána komunikační relace nebo dočasné spojení. Spojovaná komunikace zajišťuje doručení dat v nezměněném pořadí. Jejím opakem je nespojovaná komunikace, reprezentovaná například datagramovým režimem přenosu používaným protokoly IP a UDP, kde mohou být data doručena ve špatném pořadí (anglicky out of order), protože jednotlivé pakety jsou směrovány nezávisle, a mohou být dopravovány různými cestami.
Spojovaná komunikace může používat buď skutečné okruhy v síti s přepojováním okruhů nebo virtuální okruhy v síti s přepojováním paketů. Sítě s přepojováním paketů mohou používat buď protokol vytvářející virtuální okruh na transportní vrstvě, jako protokol TCP, který umožňuje, aby data byla doručena i v případě, že nižší vrstva používá nespojovanou komunikaci, nebo mohou používat přepojování na linkové či síťové vrstvě, kde všechny datové pakety, které patří do stejného provozního proudu, jsou doručovány stejnou cestou a provozní toky jsou identifikovány nějakým identifikátorem spojení místo kompletní směrovací informace, což umožňuje rychlé hardwarové přepojování.
Spojované protokoly obvykle poskytují spolehlivé síťové služby, které při úspěšném doručení poskytují potvrzení a funkci automatického opakování při ztrátě dat nebo když je detekována chyba přenosu. Ke spojovaným nespolehlivým protokolům patří ATM, Frame Relay a MPLS.

## Přepojování okruhů
Komunikace s přepojováním okruhů, například veřejná telefonní síť, ISDN, SONET a optické smíšené sítě, jsou ze své podstaty spojované komunikační systémy. Síť s přepojováním okruhů poskytuje záruku, že datový přenos bude moci používat konstantní šířku pásma s konstantním zpožděním, a že proud bitů nebo bytů bude přenesen ve správném pořadí. Přepojovací uzly po cestě se nastavují před přenosem při vytváření okruhu.

## Virtuální přepojování okruhů
I komunikace s přepojováním paketů může být spojovaná, což se nazývá virtuální okruh režim komunikace. Přepojování paketů může způsobovat problémy s kolísáním přenosové rychlosti a zpoždění, kvůli proměnnému provoznímu zatížení a délce front paketů. Protokoly pro spojovanou komunikaci nejsou nezbytně spolehlivé.
Protože musí udržovat informace o průběhu konverzace, jsou spojované protokoly někdy nazývány stavové.

### Spojovaná komunikace na transportní vrstvě
Spojované protokoly transportní vrstvy poskytují spojovanou komunikaci přes nespojované komunikační systémy. Spojovaný protokol transportní vrstvy (jako TCP) může využívat nespojovaný protokol síťové vrstvy (jako IP), a přitom poskytovat přenos proudu bytů ve správném pořadí pomocí číslování posloupnosti segmentů na straně odesilatele, ukládání odeslaných paketů do vyrovnávacích pamětí do okamžiku, než je jejich přenos potvrzen, a řazení paketů na přijímací straně. Číslování posloupnosti vyžaduje obousměrnou synchronizaci čítačů segmentů při trojcestném navazování spojení.

### Přepojování virtuálních okruhů na linkové nebo síťové vrstvě
Ve spojovaných protokolech linkové nebo síťové vrstvy s přepojováním paketů se všechna data v rámci komunikace relace posílají stejnou cestou. Protokol identifikuje provozní toky pouze číslem kanálu nebo datového proudu, které se často nazývá identifikátor virtuálního okruhu (anglicky virtual circuit identifier, VCI), místo úplné směrovací informace pro každý paket (zdrojové a cílové adresy) používané při přepojování nespojovaných datagramů jako u běžných IP routerů. U spojované komunikace mohou být směrovací informace poskytnuty síťovým uzlům již při vytváření spojení, kdy se VCI vloží do tabulky v každém z uzlů. Díky tomu může být vlastní přepojování paketů a přenos dat obsluhován rychlým hardwarem místo (často pomalého) softwarového směrování. Identifikátor spojení je typicky malé celé číslo (10 bitů pro Frame Relay, 24 bitů pro ATM), což umožňuje realizovat síťové přepínače hardwarově podstatně rychlejší (protože směrovací tabulky jsou pouze jednoduché vyhledávací tabulky a mohou být jednoduše implementovány hardwarově). Zrychlení je tak velké, že i typické nespojované protokoly, jako například IP, jsou přenášeny sítěmi, které k provozu přidávají prefixy sloužící ke značkování proudů provozu, aby mohly být směrovány hardwarově, jako je tomu u MPLS nebo při použití pole Flow ID v IPv6.
ATM a Frame Relay jsou příkladem spojovaného ale nespolehlivého protokolu linkové vrstvy. Existují i spolehlivé nespojované protokoly, jako například protokol síťové vrstvy AX.25, při přenosu dat v I-rámcích. Ale toto kombinace se v moderních sítích vyskytuje zřídka.
Spojovaný protokoly zpracovávat pracující v reálném čase provoz podstatně efektivněji než nespojovaný protokoly, zvláště s krátký konstantní délka pakety, což je důvodem, proč ATM nebylo pro přenos izochronních provozních proudů v reálném čase zatím nahrazeno Ethernetem, zvláště v silně agregovaných sítích, jako jsou páteřní sítě, které i přes motto „šířka pásma je levná“ nejsou schopny zaručit požadované parametry. Zkušenost ukázala, že ani poskytnutí naddimenzované šířky pásma všechny problémy s kvalitou služeb nevyřeší. Očekává se, že ATM bude nahrazeno až Gigabitovým a 10GB Ethernetem.
Některé spojované protokoly byly navrženy nebo upraveny tak, aby podporovaly spojovanou i nespojovanou komunikaci.

## Příklady
Příklady protokolů vytvářejících určitý druh virtuálních okruhů, které poskytují spojovanou paketovou komunikaci:
- Asynchronous Transfer Mode
- Spojovaný Ethernet
- Datagram Congestion Control Protocol (DCCP)
- Frame Relay
- GPRS
- Sequenced Packet Exchange (SPX)
- Multiprotocol Label Switching (MPLS)
- Stream Control Transmission Protocol (SCTP)
- Transmission Control Protocol (TCP)
- Transparent Inter-process Communication (TIPC)
- X.25